# La spina dorsale del diavolo
La spina dorsale del diavolo (The Deserter) è un film del 1970 diretto da Burt Kennedy e da Niksa Fulgosi (non accreditato).

## Trama
Il capitano disertore dell'esercito Viktor Kaleb viene graziato e reintegrato nella cavalleria, accettando un gruppo di forze speciali in un raid contro una roccaforte degli Apache in Messico.